# کوئلو (تولیما)
کوئلو (انگلیسی: Coello, Tolima) نام شهری در کشور کلمبیا است.